# Content ID
Content ID est un système d’empreinte de vidéos et de sons développé par Google qui est utilisé pour identifier et gérer les contenus sous licence sur Youtube. Il permet aux ayants droit d'une œuvre de bloquer son apparition dans des vidéos ou de monétiser ces apparitions. Ces derniers peuvent également configurer les règles à appliquer notamment sur une base géographique.
Seuls les utilisateurs remplissant certains critères peuvent publier du contenu dans la base de données de Content ID. Ces critères restreignent en pratique l’ajout de contenu licencié à de grandes sociétés.

## Origines
À partir de 2007, des entreprises, dont Viacom ou Mediaset (en 2008), entament une série de procès contre Youtube, qu’ils accusent de ne pas avoir mis en place assez de mesures pour lutter contre la mise en ligne de contenus protégés par le droit d’auteur.
Peu de temps après, Youtube implémente une première réponse pratique au problème de la détection de contenus protégés sur sa plateforme avec l’annonce de son utilitaire “Video Identification". Ce système deviendra plus tard Content ID et se base sur un système dit de “fingerprint”.

## Evolution
Le système a commencé à être implémenté aux alentours de 2007. En 2016, il avait coûté 60 millions de dollars de développement et avait mené à 2 milliards de revenus pour les détenteurs de licence. En 2018, Google avait investi au moins 100 millions dans le système et plus de 9000 organisations et personnes avaient introduit plus de 80 millions de contenus dans la base de données.
Les détails techniques de Content ID sont gardés secrets. Cependant, Google donne un aperçu de son fonctionnement en mentionnant une base de données de fichiers audios et visuel ou les références sont stockées sous la forme d'“empreintes digitales”. Lors de la publication d'une vidéo sur la plateforme, son contenu est alors comparé à la base de données de Content ID, et, le cas échéant, des restrictions sur sa publication ou sa monétisation sont appliquées.

## Juridique
Dans le domaine de la musique, Content ID a notamment des influences sur la justice américaine. En effet, comme ce dernier est incapable de déterminer avec certitude si une œuvre est volontairement copiée, ni s’il s’agit d’une parodie, qui serait autorisée par la justice, il laisse effectivement la décision aux propriétaires originaux du contenu. Ils peuvent alors décider de leur politique et ne pas respecter ce que les lois voudraient.
Content ID a aussi tendance à détecter la présence de musiques «incidentes» dans les vidéos, soit les musiques qui passent de manière plus ou moins distordues en arrière-fond. Ces contenus peuvent être ou non involontaires. Dans le premier cas ils sont censés être autorisés, mais l’automatisation de la détection atteint ses limites et le droit s’en accommode.

## Critiques
Des cas de suppressions ont mis en évidence les failles du système. C'est le cas de la suppression d'une vidéo de l'atterrissage de Curiosity sur Mars sur la chaîne officielle de la NASA. Les images libres de droit publiées par la NASA ayant été réutilisées par des médias tels que NextRadioTV et France 24 ces derniers ont été repérés par Content ID comme ayants droit du contenu. De même, en 2018, une vidéo de l'artiste Banksy a été supprimée temporairement du fait que le système a identifié Canal+ comme étant le créateur original du contenu.
De par son rôle majeur dans la modération de Youtube, la plus grande plateforme de partage vidéo au monde, les décisions prises lors du design de Content ID ainsi que les contraintes techniques qui lui sont imposées ont un impact important sur l'accès à la culture en ligne et la régulation de la propriété intellectuelle. La modération automatique de contenu sur les plateformes est critiquée de façon plus générale du fait de la place prépondérante qu'elle prend dans l'application du droit d'auteur sur Internet. L’algorithme de Content ID est, dans la majeure partie des cas sur Youtube, le seul facteur pour la suppression ou la redirection des profits d’une vidéo : de facto, l’algorithme fait loi.
La place prépondérante prise par une solution purement algorithmique peut poser problème pour l’application de législations autres que celle du copyright américain, mais est aussi à l'origine de changements dans l'application mais aussi dans l'évolution du droit existant en la matière, souvent dans la direction des plateformes ou des ayants droit, au détriment parfois de certaines libertés.
Content ID a été critiqué pour sa tendance à restreindre la diffusion de contenu légitime, soulevant des inquiétudes quant à son impact sur la liberté d'expression en ligne. De nombreuses juridictions incluent des exceptions aux droits d'auteurs pour certains usages particuliers (critiques, parodies, contenu éducatif, etc...). Des vidéos répondant à ses critères sont cependant couramment bloquées ou monétisées au profit des détenteurs de droits d'auteurs du contenu originel, remettant en question l'équilibre entre la protection des droits et la libre expression. L'automatisation de ses décisions, ainsi que la masse de vidéo à traiter rendent difficile la résolution de ses conflits.